# Gurtschlitten

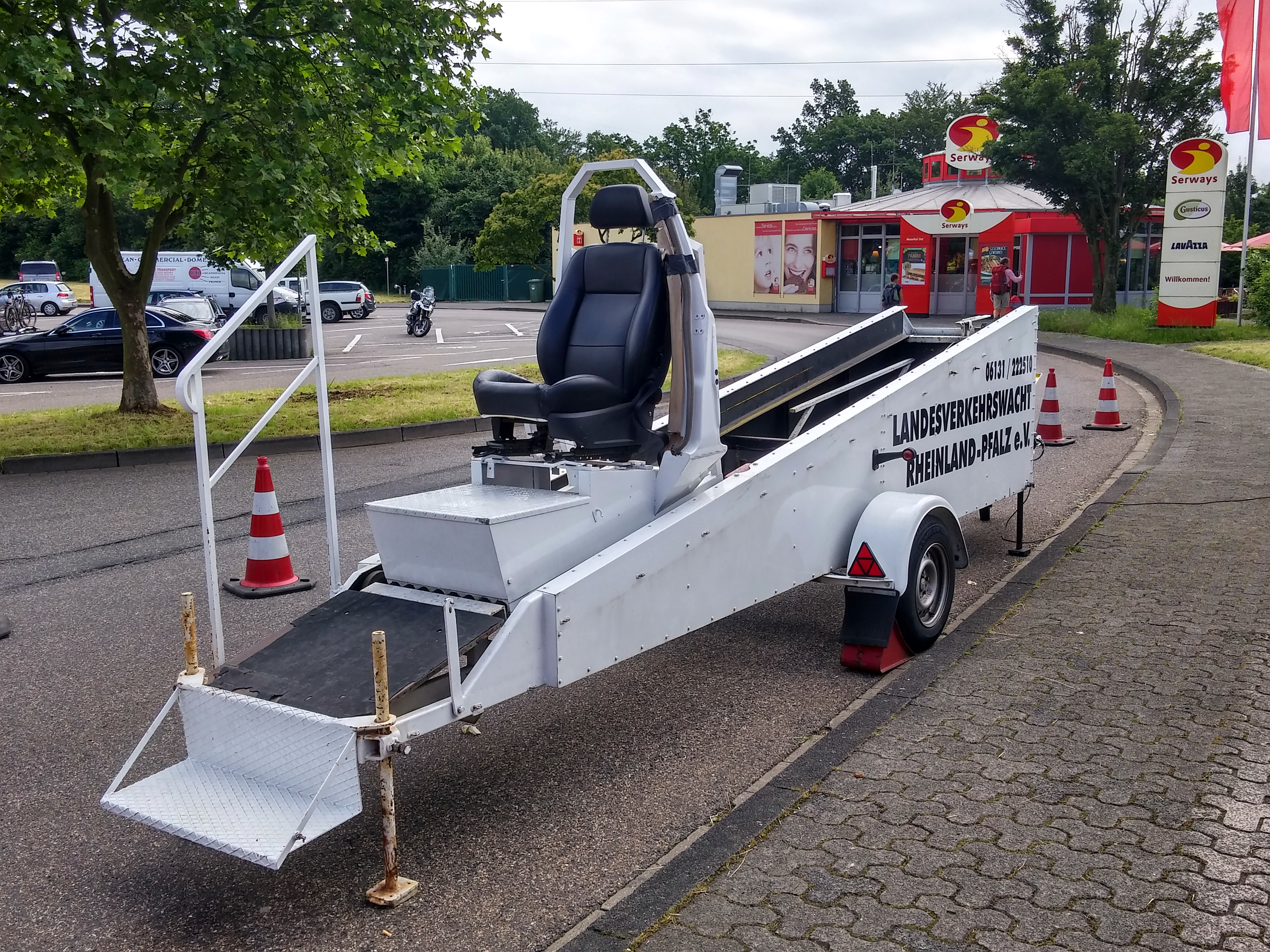
Mobiles Simulationsgerät für Aufprallunfälle mit geringen Fahrgeschwindigkeiten

Ein Gurtschlitten ist ein Gerät, das die auf die Insassen eines PKWs wirkenden Kräfte bei einem Verkehrsunfall (Frontalzusammenstoß) und die Notwendigkeit des Tragens des Sicherheitsgurtes demonstrieren soll. Derartige Simulatoren werden meist von Autofahrerclubs betrieben und sind in der Regel transportabel.

## Funktion
Nach dem Lösen einer Sperre läuft ein Schlitten, auf dem ein oder zwei Sitze befestigt sind, auf eine schiefe Ebene herab und prallt gegen Puffer. Die beim Anprall wirkenden Kräfte auf den/die Probanden entspricht beim Gurtschlitten des ADACs (Anprallgeschwindigkeit 11–14 km/h) ungefähr jenen Kräften, die beim Aufprall eines PKWs mit einer Geschwindigkeit von 30–40 km/h auf ein stehendes Fahrzeug auf die Insassen wirken.